# 卡利多尼安路站
卡利多尼安路站（英語：Caledonian Road tube station）是倫敦地鐵皮卡迪利線的一個車站。卡利多尼安路站的鄰接車站是國王十字聖潘克拉斯站和賀樂威道站，位於倫敦第2收費區。卡利多尼安路站開通於1960年12月15日，車站建築是英國二級登錄建築。